# Janusz Strzępka
Janusz Andrzej Strzępka (ur. 7 lipca 1946) – polski prawnik, profesor nauk prawnych, radca prawny, profesor zwyczajny Uniwersytetu Śląskiego, specjalista w zakresie prawa cywilnego i prawa gospodarczego.

## Życiorys
W 1969 ukończył studia prawnicze na Wydziale Prawa i Administracji Uniwersytetu Marii Curie-Skłodowskiej w Lublinie. Tam też w 1976 otrzymał stopień naukowy doktora nauk prawnych, a w 1986 stopień doktora habilitowanego nauk prawnych. W 1989 podjął pracę na Wydziale Prawa i Administracji Uniwersytetu Śląskiego w Katowicach, w ramach którego objął stanowisko kierownika Katedry Prawa Gospodarczego i Handlowego. W 1994 prezydent RP nadał mu tytuł naukowy profesora nauk prawnych. W 2004 został profesorem zwyczajnym Uniwersytetu Śląskiego.
Po jego kierunkiem stopień naukowy doktora otrzymał m.in. Piotr Pinior.
W 1994 został radcą prawnym. Zasiadał w organach wielu spółek handlowych. Był nauczycielem akademickim Górnośląskiej Wyższej Szkoły Handlowej im. Wojciecha Korfantego w Katowicach (1994–1997) i Szkoły Głównej Handlowej w Warszawie (2004–2012).